# Podomyrma laevifrons
Podomyrma laevifrons är en myrart som beskrevs av Smith 1859. Podomyrma laevifrons ingår i släktet Podomyrma och familjen myror. Inga underarter finns listade i Catalogue of Life.